# 普斯托霍羅德
51°50′55″N 34°7′57″E / 51.84861°N 34.13250°E
普斯托霍羅德（烏克蘭語：Пустогород）是位於烏克蘭東北部的村莊，由蘇梅州紹斯特卡區的埃斯曼市鎮負責管轄。該村海拔高度178米，2001年該村落人口415，84%居民使用烏克蘭語。